# Pannoniasaurus
Pannoniasaurus inexpectatus
Genre
Espèce
Pannoniasaurus est un genre éteint de reptiles de la famille des Mosasauridae, le seul vivant en eau douce. Il a vécu en Hongrie au cours du Crétacé supérieur.
Il n'est représenté que par une seule espèce, Pannoniasaurus inexpectatus.

## Systématique
Le genre Pannoniasaurus et l'espèce Pannoniasaurus inexpectatus ont été décrits en 2012 par László Makádi (d), Michael W. Caldwell (d) et Attila Ősi (d).

## Étymologie
Le nom de genre fait référence à l'ancienne province romaine de Pannonie dans la partie hongroise de laquelle ses fossiles ont été retrouvés, associé au latin « saurus », « lézard ». 
L'épithète spécifique « inexpectatus » témoigne du fait que la découverte d'un mosasaure dans des sédiments déposés dans un environnement d'eau douce constitue un événement « inattendu ».

## Datation
Les restes fossiles de Pannoniasaurus ont en effet été découverts dans la formation de Csehbánya sur le site d'Iharkút dans l'ouest de la Hongrie. Cette formation géologique est constituée de dépôts détritiques de granulométrie variable, associés à des débris charbonneux, le tout déposé en environnement de plaine alluviale. Elle est datée du Crétacé supérieur (Santonien), il y a environ 84 Ma (millions d'années).

## Description
Les fossiles représentent une centaine d'os isolés, découverts au cours du temps depuis 1999. Les restes fragmentaires découverts conduisent à une estimation de sa taille à 6 mètres de long. Sa taille influait sur sa longévité ; il devait vivre dans les 15-25 ans et atteignait sa maturité vers 12-13 ans[réf. nécessaire].

## Paléobiologie
C'est le premier mosasaure, reptile marin carnivore géant vivant habituellement en milieu marin, découvert dans un environnement d'eau douce. Il aurait occupé un écosystème similaire à ceux des dauphins des rivières actuels comme le dauphin de l'Amazone ou le dauphin du Gange.

## Classification
Une analyse cladistique des inventeurs de Pannoniasaurus le place dans la position la plus basale de la sous-famille des Tethysaurinae créée à la suite de sa découverte. En plus de   Pannoniasaurus, cette nouvelle sous-famille regroupe les genres Tethysaurus, Yaguarasaurus et Russellosaurus.

## Publication originale
- (en) László Makádi, Michael W Caldwell et Attila Ősi, « The first freshwater mosasauroid (Upper Cretaceous, Hungary) and a new clade of basal mosasauroids », PLOS One, PLoS, vol. 7, no 12,‎ 2012, e51781 (ISSN 1932-6203, OCLC 228234657, PMID 23284766, PMCID 3526648, DOI 10.1371/JOURNAL.PONE.0051781, lire en ligne).